# Johann Jakob Pistor
Johann Jakob von Pistor (fl. XVIII secolo) è stato un generale tedesco che servì l'Armata Imperiale Russa nel XVIII secolo.
Uno dei più considerevoli comandanti delle forze russe nella Rivolta di Varsavia, scrisse un saggio sia sui conflitti di Varsavia, sia sull'intera Rivolta di Kościuszko.